# Октаедар
Октаедар (грч. oktáedron - тело са осам површина) је један од пет правилних полиедара. Омеђен је са осам међусобно једнаких површи које имају облик једнакостраничних троуглова и распоређене су тако да тело има дванаест ивица и шест темена. Октаедар се још може описати и као једнакоивична осмострана бипирамида.

## Формуле
| Површина                  | {\displaystyle S=2{\sqrt {3}}a^{2}}           |
| Запремина                 | {\displaystyle V={\frac {\sqrt {2}}{3}}a^{3}} |
| Полупречник описане сфере | {\displaystyle r_{o}={\frac {\sqrt {2}}{2}}a} |
| Полупречник уписане сфере | {\displaystyle r_{u}={\frac {\sqrt {6}}{6}}a} |